# Мазепін Дмитро Аркадійович
Дмитро Аркадійович Мазепін (рос. Дмитрий Аркадьевич Мазепин) (18 квітня 1968 , Мінськ ) — білорусько- російський олігарх, мажоритарний акціонер і голова Уралхіму. Станом на березень 2022 року, після вторгнення Росії в Україну, Мазепін потрапив під санкції ЄС та Великої Британії.
У 2010 році журнал Forbes включив Мазепіна до списку 100 найбагатших бізнесменів Росії, оцінивши його особистий статок у $950 млн. Його статки оцінювалися в $1,4 млрд 2014 року й в $1,3 млрд 2015-го. 2021 року, за даними Forbes, статки Мазепіна становили $800 млн, він посів 150 місце в рейтингу «200 найбагатших бізнесменів Росії».

## Ранні роки
Дмитро Мазепін народився 18 квітня 1968 року в Мінську, 1985 року закінчив Мінську Суворовську військову академію. Потім він служив військовим перекладачем в Афганістані між 1986 і 1988 роками.
Закінчив економічний факультет Університету МДІМВ у 1992 році, а потім почав працювати у фінансовому секторі Росії та Білорусі, а потім обійняв керівні посади у великих російських приватних і державних компаніях ТНК і Сибур.
У 2008 році закінчив Санкт-Петербурзький інститут економіки та менеджменту за спеціальністю «Менеджмент організацій». У 2012 році в цій же школі отримав ступінь доктора філософії після захисту дисертації «Розробка методичного підходу до управління потенціалом фондового ринку нафтовидобувної компанії».

## Ділова кар'єра

### Ранні роки (1992—2002)
З 1992 по 1993 роки Мазепін був генеральним директором страхової компанії «Інфістрах». Після цього протягом двох років був заступником керівника філією «Беларусбанку», а в 1995 році обійняв кілька керівних посад у «Фалькон Банку». Його перше велике корпоративне призначення також відбулося в 1997 році, коли він був призначений на посаду віце-президента ТНК, Тименьської нафтової компанії. Компанія щойно придбала «Нижневартовскнефтегаз» як дочірню компанію, і Мазепіна призначили її виконавчим директором, відповідальним за відновлення прибуткової діяльності фірми. Згідно з інтерв'ю 2009 року, Мазепіну врешті-решт вдалося зробити Нижньовартовскнефтегаз беззбитковим.
Після цього Мазепін був заступником голови правління московського банку «Флора» в 1998—1999 роках, був генеральним директором вугільної компанії «Кузбассугілля», а потім був призначений першим заступником голови Російського фонду державного майна.

### Основні призначення (з 2003)
2002—2003 Мазепін був президентом «Сібуру», дочірньої компанії Газпрому. Його запросили на посаду замість Якова Голдовського, заарештованого за незаконне виведення з компанії активів Газпрому. Перед Мазепіним було поставлено завдання повернути ці активи під контроль «Газпрому», а також стабілізувати великий борговий бізнес. Компанія пройшла масштабні технічні перевірки, щоб відновити незадіяні потужності. Мазепін також намагався диверсифікувати джерела доходу «Сибура», підписавши Меморандум про взаєморозуміння з «Сибнафтою» щодо переробки газу в 2003 році.
У 2004 році Мазепін створив власну компанію в секторі після того, як залишив «Сибур». Підконтрольна Мазепіну компанія «Конструктивне бюро» придбала контрольний пакет акцій Кірово-Чепецького хімзаводу на відкритих торгах, обігнавши «Газпром». Мазепін став головою правління заводу у 2005 році. Пізніше «Конструктивне бюро» також придбало пакети акцій пермських акціонерних товариств «Галоген» і «Мінудобрення», «Березниківський азот» і волгоградського «Хімпрому» (перейшов до «Ренови» в 2006 році).

#### Уралхім і Уралкалій
У 2007 році всі підконтрольні Мазепіну активи були об'єднані в публічне акціонерне товариство Uralchem United Chemicals Company, і Мазепін став головою ради директорів Uralchem.
У червні 2008 року Мазепін придбав 75,01 % акцій «Воскресенських мінеральних добрив», збільшивши цю частку до 100 % у 2011 році. У тому ж році він об'єднав виробничі потужності Кірово-Чепецкого заводу й Пермського галогену в відкрите акціонерне товариство «Галополімер». У 2015 році він вийшов з ради директорів компанії «Галополімер». До основних виробничих активів компанії відносяться філія «Азот» у Березниках, філія «Пермські мінеральні добрива» в Пермі, філія «Кірово-Чепецкий хімічний завод» у Кірово-Чепецьку, Воскресенський завод мінеральних добрив у Московській області.
У грудні 2013 року Мазепін придбав 20 % акцій найбільшого у світі виробника калію «Уралкалію» в угоді, яка оцінювалася у 2,9 мільярда доларів. Придбання було профінансовано за рахунок кредиту ВТБ на суму 4,5 мільярда доларів. За місяць до цього Михайло Прохоров також купив у Сулеймана Керімова 21,75 % акцій компанії. У той час Мазепін отримав операційний контроль над компанією, отримавши місце в раді директорів «Уралкалія» в березні. З 2014 року також є заступником голови ради директорів «Уралкалію».
У рамках стратегії розвитку бізнесу Мазепін прагнув вивести обидві компанії на африканські ринки. «Уралхім» і «Уралкалій» вели переговори з кількома африканськими країнами щодо збільшення виробництва та будівництва нових заводів на континенті. У грудні 2018 року Мазепін зустрівся з президентом Кенії Ухуру Кеніяттою, щоб обговорити нові ділові угоди, оскільки відносини між Росією та Кенією покращуються.
У 2018 році Мазепін зустрівся з президентом Зімбабве Еммерсоном Мнангагвою та президентом Замбії Едгаром Лунгу. Планувалося, що Зімбабве та Замбія стануть важливими центрами виробництва добрив, оскільки світовий попит зростатиме. У березні 2019 року Мазепін також зустрівся з президентом Анголи Жоао Лоуренсу, щоб обговорити можливе будівництво в країні заводу з виробництва карбаміду потужністю 1 млн тонн на рік. Під час російсько-африканського міжнародного форуму, який відбувся у жовтні 2019 року, Мазепін зустрівся з Еммерсоном Мнангагва та президентом Мозамбіку Філіпе Жасінто Ньюсі. Це повинно було підтвердити зацікавленість «Уралхіма» інвестувати у виробництво мінеральних добрив у Зімбабве, оскільки він уже постачає добрива до Зімбабве, Замбії, Кенії та Анголи, а також починає поставки до Мозамбіку.
У березні 2022 року Дмитро Мазепін зменшив свою частку в «Уралхімі» нижче контрольної та залишив посаду гендиректора компанії.

## Санкції
Через звинувачення в підтримці російської агресії та порушення територіальної цілісності України під час російсько-української війни перебуває під персональними міжнародними санкціями різних країн.
9 березня 2022 року проти Мазепін був доданий до санкційних списків Євросоюзу.
16 березня 2022 року доданий до санкційного списку Швейцарії.
18 серпня 2022 року доданий до санкційного списку Канади.
2022 року Мазепін подав запит на оренду приморської вілли в тосканському курортному містечку Форте-дей-Мармі. Його яхту Albadra вартістю до $1 млн було конфісковано, але влітку 2022 року вона зникла з порту Савони на Лігурійській рив'єрі, де мала базуватись.
19 жовтня 2022 року доданий до санкційного списку України. У листопаді 2023 року Суд Євросоюзу відмовив Мазепіну у знятті санкцій.

## Благодійність
За даними Forbes, 2012 року Мазепін витратив на благодійність $700 тис., більшу частину з яких — на проект купівлі автомобілів для багатодітних малозабезпечених сімей у Кіровській області.

## Критика
Мазепіна звинуватили в конфлікті інтересів під час його роботи у Фонді держмайна РФ, оскільки він також входив до правління кількох підприємств, у тому числі суднобудівного заводу «Красное Сормово» й Вугільної компанії «Кузбассугілля», яким він нібито надав перевагу в корпоративних суперечках з конкурентами.
У середині 2000-х років Дмитро Мазепін був учасником конфлікту навколо активів «Газпрому». Активи були вилучені Миколою Горновським, генеральним директором дочірньої компанії «Газпрому» «Межрегіонгаз», наприкінці 2002 року без дозволу та відома керівництва «Газпрому». Через деякий час частина цих активів опинилася у власності Мазепіна. У 2006 році «Газпром» зміг повернути активи, включаючи 18 % акцій хімічної компанії «Азот».
Починаючи з 2007 року Мазепіна регулярно звинувачують у спробі «рейдерськими методами» захопити державну компанію " Тольяттіазот " (ТОАЗ), керівництво якої він послідовно переслідує. Гендиректор ТОАЗ Сергій Махлай звинуватив Мазепіна в особистих погрозах на свою адресу. За словами Махлая, Мазепін погрожував йому порушити проти нього кримінальну справу, якщо він не погодиться на умови Мазепіна щодо продажу ТОАЗу Мазепіну.
З тих пір, як «Уралхім» у 2008 році став міноритарним акціонером ТОАЗу з часткою в 7,5 %, керівництво компанії звинуватило сім'ю Махлаїв у великому шахрайстві, пов'язаному з продажем своєї продукції, насамперед аміаку та карбаміду, іноземному дистриб'ютору за цінами, нижчими від ринкових. Згідно з російськими розслідуваннями, схема нібито діяла між 2008 і 2011 роками та брала участь швейцарська Nitrochem Distribution AG, яка купувала продукт за низькими цінами, перш ніж продати його за ринковою вартістю. За оцінками слідства, «Уралхім» зазнав збитків на суму до 500 мільйонів доларів.
Хоча Сергій і Володимир Махлаї заперечували ці звинувачення, у липні 2019 року їх заочно засудили до тюремного ув'язнення разом із їхніми пособниками, екс-гендиректором «Тольяттіазоту» Євгеном Корольовим та їхніми швейцарськими партнерами Андреасом Зіві та Беатом Рупрехтом. Суд також засудив їх до виплати компенсації в розмірі 10 мільярдів рублів «Уралхіму» і 77 мільярдів рублів «Тольяттіазоту».
Російська газета «Известия» 2014 року стверджувала, що Мазепін планує придбати Одеський припортовий завод. Мазепін заперечував, що він або «Уралхім» мають будь-який інтерес до цього активу.
«Уралкалій» зробив пропозицію про зворотний викуп 14 % своїх акцій у травні 2015 року. Оглядачі ринку тоді припускали, що викуп спростить Мазепіну злиття «Уралкалію» та «Уралхіму», що зробить Мазепіна найбільшим акціонером.
Мазепін і «Уралкалій» зробили заявку на участь у команді Формули-1 Force India після того, як у липні 2018 року її було припинено. Програвши канадському консорціуму на чолі з Лоуренсом Строллом, Мазепін відкрито критикував тендер, оскільки адміністратори нібито ніколи не зверталися до нього з приводу його пропозиції.
Мазепін і його син Микита Мазепін потрапили до списку санкцій Європейського Союзу після вторгнення Росії в Україну. Наступного дня після вторгнення Мазепін особисто зустрівся з Володимиром Путіним, щоб обговорити вплив західних санкцій. 11 березня 2022 року Дмитро Мазепін продав контрольний пакет акцій «Уралхіму» і залишив посаду його гендиректора. 15 березня Велика Британія наслідувала приклад ЄС і внесла Дмитра та Микиту Мазепіних до офіційного списку санкцій Великобританії. 11 квітня в рамках санкцій італійська поліція арештувала майно Мазепіна на суму 105 мільйонів євро.

## Нагороди
Мазепін нагороджений Почесною грамотою Уряду Російської Федерації, нагороджений військовою медаллю «За відвагу» (Росія) і медаллю «За бойові заслуги».

## Особисте життя
Мазепін одружений, батько п'ятьох дітей, включаючи Микиту Мазепіна, Анастасію Мазепіну та Марію Мазепіну. Імена його молодшого сина та доньки невідомі. Микита — гонщик, який брав участь у Формулі-1 за команду Haas F1 Team за багаторічною угодою, поки його контракт не був розірваний після вторгнення Росії в Україну.

## Зноски
1. ↑  Matias Grez (10 березня 2022). Russian former F1 driver Nikita Mazepin and father Dmitry included on EU sanctions list. CNN. Процитовано 26 березня 2022.
2. ↑  Sacked Russian F1 driver Nikita Mazepin included on EU sanctions list. the Guardian (англ.). 9 березня 2022. Процитовано 26 березня 2022.
3. ↑  Varvitsioti, Eleni; Foy, Henry; Pop, Valentina (9 березня 2022). EU adds 14 more Russian business chiefs to its sanctions list. Financial Times. Процитовано 26 березня 2022.
4. ↑  UK follow suit on EU adding Mazepins to sanctions list. RacingNews365 (англ.). Процитовано 15 квітня 2022.
5. ↑  Андрей Малахов развёл олигарха Мазепина - EG.RU.
6. ↑  Дмитрий Мазепин.
7. ↑  Dmitry Mazepin. Forbes (англ.). Процитовано 9 грудня 2019.
8. 1 2 3  Интервью Дмитрия Мазепина (МЭО 92), Председателя совета директоров холдинга "Уралхим". alumni.mgimo.ru. Процитовано 9 грудня 2019.
9. ↑  Мазепин Дмитрий Аркадьевич (рос.). Neftegaz.ru. 2020. Процитовано 14 липня 2022.
10. 1 2  Дмитрий Мазепин вошел в семерку миллиардеров-благотворителей. July 2013.
11. 1 2  Дмитрий, Мазепин. Интервью / Новая философия бизнеса / Дмитрий Мазепин. Эхо Москвы (рос.). Процитовано 11 грудня 2019.
12. 1 2  Board of Directors URALCHEM, JSC. Uralchem. Архів оригіналу за 26 березня 2016.
13. ↑  Tavernise, Sabrina (10 січня 2002). 3 Russian Gas Executives Are Taken Into Custody. The New York Times (амер.). ISSN 0362-4331. Процитовано 11 грудня 2019.
14. ↑  PROSECUTORS DETAIN EXECUTIVES OF GAZPROM AFFILIATE. Jamestown (амер.). Процитовано 11 грудня 2019.
15. 1 2  Дмитрий Мазепин вошел в семерку миллиардеров-благотворителей. Российская газета (рос.). July 2013. Процитовано 11 грудня 2019.
16. ↑  Sibneft, Sibur establish a natural gas processing JV. Oil and Gas Journal. 24 січня 2003. Процитовано 11 грудня 2019.
17. ↑  Мазепин ушел с поста главы "Уралхима" и продал 52% во владельце компании (рос.). TASS. 10 березня 2022. Процитовано 14 липня 2022.
18. ↑  Open Joint Stock Company United Chemical Company URALCHEM is created. Uralchem. 12 грудня 2007. Архів оригіналу за 23 січня 2023.
19. ↑  About URALCHEM | URALCHEM. Архів оригіналу за 1 грудня 2013. Процитовано 30 липня 2015.
20. ↑  Dmitry Mazepin is crushed by debts | Business | RusLetter. rusletter.com. Процитовано 13 грудня 2019.
21. ↑  Дмитрий Мазепин вышел из совета директоров подконтрольного ему "Галополимера". 4 лютого 2015.
22. ↑  Без выхода на биржу. "Уралхим" и "Уралкалий" открывают новые рынки сбыта. ТАСС. Процитовано 13 грудня 2019.
23. 1 2  UPDATE 2-Uralchem buys 20 pct stake in Russia's Uralkali. Reuters (англ.). 2 грудня 2013. Процитовано 13 грудня 2019.
24. ↑  Yuliya, Fedorinova (2 грудня 2013). Uralchem Owner Mazepin Agrees to Buy 20% Uralkali Stake. Bloomberg.
25. 1 2  Дмитрий Мазепин [Dmitry Mazepin: #63 richest Russian in 2015 worth $1.3 billion]. Forbes (Russian) . Процитовано 29 жовтня 2018.
26. ↑  СМИ предположили, что "Уралкалий" обваливает собственные акции - ПОЛИТ.РУ. Архів оригіналу за 21 липня 2015. Процитовано 23 січня 2023.
27. ↑  Менеджмент "Уралкалия" избавляется от миноритариев. Архів оригіналу за 21 серпня 2015. Процитовано 30 липня 2015.
28. ↑  Совет директоров - ПАО "Уралкалий".
29. ↑  Board of Directors. www.uralkali.com. Процитовано 13 грудня 2019.
30. ↑  Kamau, John (29 квітня 2019). Kenya: How Cartels Have Pushed Up Fertiliser Prices, Making Food Costly. allAfrica.com (англ.). Процитовано 16 грудня 2019.
31. 1 2  Russia courts Kenya for new business, trade deals. Business Daily. 9 жовтня 2019. Процитовано 16 грудня 2019.
32. ↑  Russian fertiliser tycoon to boost sales in Zimbabwe, Zambia. Reuters (англ.). 9 лютого 2018. Архів оригіналу за 9 лютого 2018. Процитовано 18 грудня 2019.
33. ↑  Russia's Uralchem in talks to buy a stake in Zimbabwe's Chemplex. Reuters (англ.). 16 січня 2019. Архів оригіналу за 27 вересня 2019. Процитовано 18 грудня 2019.
34. ↑  Дмитрий Мазепин встретился с Президентом Анголы. KP.RU - сайт «Комсомольской правды» (рос.). 27 березня 2019. Процитовано 18 грудня 2019.
35. ↑  Russia ready to boost partnership with Angola. ghananewsagency.org. Процитовано 18 грудня 2019.
36. ↑  Попавший под санкции Мазепин продал контрольный пакет в «Уралхиме». Процитовано 11 березня 2022.
37. ↑  МАЗЕПІН Дмитро Аркадійович - біографія, досьє, активи | Війна і санкції. sanctions.nazk.gov.ua (укр.). Архів оригіналу за 20 березня 2023. Процитовано 20 березня 2023.
38. ↑  Search results - EUR-Lex. eur-lex.europa.eu (англ.). Процитовано 20 березня 2023.
39. ↑  SECO, Staatssekretariat für Wirtschaft. Massnahmen im Zusammenhang mit der Situation in der Ukraine. www.seco.admin.ch (нім.). Процитовано 20 березня 2023.
40. ↑  Government of Canada, Public Works and Government Services Canada (8 червня 2022). Canada Gazette, Part 2, Volume 156, Number 12:. gazette.gc.ca. Процитовано 20 березня 2023.
41. ↑  В Італії поліція розшукує російського олігарха і його яхту. РБК-Украина (укр.). Процитовано 23 січня 2023.
42. ↑  Указ Президента України №726/2022 «Про рішення Ради національної безпеки і оборони України від 19 жовтня 2022 року «Про застосування та внесення змін до персональних спеціальних економічних та інших обмежувальних заходів (санкцій)»». Президент України. 19 жовтня 2022. Архів оригіналу за 16 січня 2025. Процитовано 8 лютого 2025.
43. ↑  Суд Євросоюзу відмовив російському олігархові Мазепіну у знятті санкцій. РБК-Украина (укр.). Процитовано 10 листопада 2023.
44. ↑  Рейтинг российских меценатов: на кого миллиардеры тратят личные деньги. Дмитрий Мазепин | ForbesLife. Forbes.ru (амер.). 12 липня 2013. Процитовано 18 грудня 2019.
45. ↑  Самые щедрые российские меценаты по версии Forbes. РИА Новости (рос.). 12 липня 2013. Процитовано 18 грудня 2019.
46. ↑  Чем известен Дмитрий Мазепин. Коммерсантъ. Процитовано 13 грудня 2019.
47. ↑  Gazprom Recovers Stake in Azot
48. ↑  Германия сделала "Газпрому" одолжение. 9 липня 2006. с. 4.
49. ↑  Как государственные люди становятся миллиардерами.
50. ↑  Ведомости (29 грудня 2005). Большой передел.
51. ↑  "Уралхим" обвинил основных акционеров "Тольяттиазота" в мошенничестве.
52. ↑  Слова Мазепина я расцениваю как реальную угрозу. 9 грудня 2014.
53. ↑  Общая Газета.RU - "Тольяттиазот" как лакмус российского бизнеса. Архів оригіналу за 9 березня 2015. Процитовано 30 липня 2015.
54. ↑  Дмитрий Мазепин купил долю в ТоАЗе с дисконтом. Коммерсантъ. Процитовано 16 грудня 2019.
55. ↑  Russian investigators exposing $550 million fraud with Swiss company involved - Bill Pradi - Digital Journal. www.digitaljournal.com. Процитовано 16 грудня 2019.
56. 1 2  "Уралхим" обвинил основных акционеров "Тольяттиазота" в мошенничестве. Forbes.ru (амер.). 15 січня 2013. Процитовано 16 грудня 2019.
57. 1 2  Former Togliattiazot executives sentenced to prison in absentia. RAPSI. 9 липня 2019. Процитовано 16 грудня 2019.
58. ↑  Кашеварова, Анастасия (7 жовтня 2014). Мазепин и Коломойский могут совместно купить завод в Одессе. Известия (рос.). Процитовано 16 грудня 2019.
59. ↑  ЗМІ: Коломойський може заблокувати приватизацію ОПЗ [Media: Kolomoisky can block privatization of IPF]. Ukrayinska Pravda (Ukrainian) . 19 березня 2016. Процитовано 29 жовтня 2018.
60. ↑  "Уралхим" Мазепина отрицает интерес к покупке Одесского припортового завода. ТАСС. Процитовано 16 грудня 2019.
61. 1 2  UPDATE 2-Russia's Uralkali approves share buyback, may delist from London. Reuters (англ.). 25 серпня 2015. Процитовано 16 грудня 2019.
62. ↑  Зачем Уралкалий обваливает свои же акции?. by24.org (рос.). 30 березня 2015. Процитовано 16 грудня 2019.
63. ↑  Russia's Uralkali, Uralchem may merge and delist from Moscow and London - Report. Jewish Business News (амер.). 22 червня 2015. Процитовано 16 грудня 2019.
64. ↑  Mazepin's company questions Force India rescue process. Motorsport.com. Процитовано 21 серпня 2018.
65. ↑  Clancy, Rebecca; Waterfield, Bruno; Lawton, Matt (9 березня 2022). Formula 1 driver Nikita Mazepin hit with EU sanctions over father's links to Vladimir Putin. The Times (англ.). ISSN 0140-0460. Процитовано 9 березня 2022.
66. ↑  Sanctioned Russian Tycoons Transfer Stakes in Their Major Assets. Bloomberg.com (англ.). 11 березня 2022. Процитовано 15 квітня 2022.
67. ↑  Миллиардеры, правительство и Совфед: Великобритания ввела новые санкции против России. Forbes.ru (рос.). Процитовано 15 квітня 2022.
68. ↑  Reuters (11 квітня 2022). Italy seizes properties belonging to Russian racer Mazepin-police sources. Reuters (англ.). Процитовано 11 квітня 2022.
69. ↑  Haas sign F2 racer Nikita Mazepin for 2021 on multi-year deal. Liberty Media. 1 грудня 2020.
70. ↑  Haas F1 team fires Russian driver Nikita Mazepin after ending Uralkali sponsorship. 5 березня 2022. Архів оригіналу за 23 січня 2023. Процитовано 23 січня 2023.